# Фасова (Житомирський район)
Фа́сова — село в Україні, в Новоборівській селищній територіальній громаді Хорошівського району Житомирської області. Населення становить 372 особи.

## Географія
Географічні координати: 50°37' пн. ш. 28°37' сх. д. Часовий пояс — UTC+2. Загальна площа села — 1,2 км².
Фасова розташована в межах природно-географічного краю Полісся і за 16 км від селища Хорошів. Найближча залізнична станція — Фасова, за 0,2 км. На захід від села протікає річка Тростяниця.

## Історія
Перша писемна згадка про село датується 1564 роком.
Станом на 1885 рік у колишньому власницькому селі, центрі Фасівської волості Житомирського повіту Волинської губернії, мешкало 367 осіб, 40 дворів, постоялий будинок, лавка. За 3 версти — колонія німців Фасівська Рудня з 558 мешканцями, постоялий будинок, лавка, 2 вітряних млини. За 5 верст — Турчинецький скляний завод. За 6, 9 та 10 верст — смоляні заводи. За 13 верст — Боровський чавуноливарний завод. За 18 верст — Добринський чавуноливарний завод.
За переписом 1897 року кількість мешканців зросла до 630 осіб (323 чоловічої статі та 307 — жіночої), з яких 561 — православної віри.
В 1923-25 роках — адміністративний центр Фасівського району Коростенської округи.
У 1932–1933 роках Фасова постраждала від голодомору. За свідченнями очевидців кількість померлих склала щонайменше 43 особи.
Упродовж німецько-радянської війни участь у бойових діях брали 240 місцевих жителів, з них 178 осіб загинуло, 157 — нагороджені орденами і медалями.
На початку 1970-х років у селі діяли центральна садиба колгоспу імені Богдана Хмельницького, восьмирічна школа, клуб, бібліотека із книжковим фондом 9517 примірників, фельдшерсько-акушерський пункт, відділення зв'язку і дит'ясла.

## Населення
За даними перепису 2001 року населення села становило 372 особи, з них 97,85 % зазначили рідною українську мову, 1,61 % — російську, а 0,54 % — білоруську.

## Соціальна сфера
- Фасівська загальноосвітня школа І-ІІ ступенів (вул. Шевченка, 37)[7]

## Пам'ятки
1966 року встановлено пам'ятник радянським воїнам, які загинули упродовж німецько-радянської війни.